# Juan Antonio Pedreño
Juan Antonio Pedreño Frutos (Garres y Lages, Murcia, 1957) es un químico y empresario español, actual presidente de la patronal española Confederación Empresarial Española de la Economía Social  (CEPES) desde el año 2008. También es el presidente del máximo organismo de la Unión Europea en materia de Economía Social Social Economy Europe (SEE) desde 2015.

## Biografía
De familia de empresarios, se licenció en Ciencias Químicas en la Universidad de Granada, con posgrado en Cooperativismo y Economía Social en la Universidad de Murcia y Master en la Universidad de Mánchester.
Su mayor notoriedad le llegó del ámbito de las organizaciones empresariales. Es Presidente de la Unión de Cooperativas de Trabajo Asociado de la Región de Murcia (UCOMUR) desde 1986, Presidente de la Unión de Cooperativas de Enseñanza de la Región de Murcia (UCoERM) desde 1998 y Presidente de la Confederación Española de Trabajo Asociado (COCETA) desde 2005.
Además también es Consejero de distintos Consejos de Administración y catedrático extraordinario de Cooperativismo y Economía Social por la Universidad Católica San Antonio de Murcia desde 2013.

## Presidente de la CEPES
En el año 2008 fue elegido Presidente de la Confederación Empresarial Española de la Economía Social y Presidente de Social Economy Europe desde 2015.
De este modo preside una de las tres organizaciones de la patronal española:
- Confederación Española de Organizaciones Empresariales
- Confederación Empresarial Española de la Economía Social
- Confederación Española de Pequeñas y Medianas Empresas